# ギャルゲーマーに褒められたい
『ギャルゲーマーに褒められたい』（ギャルゲーマーにほめられたい）は、げしゅまろによる日本の漫画作品。2020年12月16日から作者のTwitterアカウントで連載され、2021年11月19日より『コミックNewtype』（KADOKAWA）に移籍して連載されている。

## 登場人物
声はボイスコミックの声優。
笹木 雷斗（ささき らいと）
声 - 河西健吾
本作の主人公。
鈴木 莉音（すずき りおん）
声 - 大橋彩香
本作のヒロイン。
国岡 悠（くにおか ゆう）
声 - 内田真礼

## 書誌情報
- げしゅまろ 『ギャルゲーマーに褒められたい』 KADOKAWA〈角川コミックス・エース〉、既刊5巻（2025年6月10日現在）
  1. 2022年1月8日発売[5]、ISBN 978-4-04-111905-1
  2. 2022年9月9日発売[6]、ISBN 978-4-04-112695-0
  3. 2023年6月9日発売[7]、ISBN 978-4-04-113833-5
  4. 2024年5月10日発売[8]、ISBN 978-4-04-115093-1
  5. 2025年6月10日発売[9]、ISBN 978-4-04-116323-8